# 袁纥树者
袁纥树者，南北朝时期敕勒袁紇部首领。
其部落原居住在漠北鄂尔浑河、土拉河流域。后多次被北魏所击破，袁纥树者率领部分部众迁入漠南。北魏太和二十二年（498年），因敕勒部众不愿意随魏军攻打南齐，于是推举袁纥树者为首领，聚众举兵，想要北投柔然。树者击败宇文福所率领的魏军，进入漠北。后来他和部属被北魏平北将军、江阳王元继分化招诱，于是率众出降北魏，返回漠南。